# Lorenzo Quartucci
Lorenzo Quartucci (Sansepolcro, 5 april 1999) is een Italiaans wielrenner die in 2023 prof werd bij Team Corratec, het team dat in 2025 verder ging als Team Solution Tech-Vini Fantini.

## Carrière
Halverwege het seizoen 2021 maakte Quartucci de overstap van Zalf Euromobil Fior naar D'Amico-UM Tools. Na zijn overstap eindigde hij onder meer op plek 22 in de Ronde van de Apennijnen en werd hij derde in een etappe in de Ronde van Roemenië. In 2022 deed hij een stap terug naar het amateurniveau, maar werd hij wel derde in de Trofeo Città di Brescia.
In 2023 werd Quartucci prof bij Team Corratec. In het najaar werd hij onder meer dertiende in de Trofeo Matteotti en tiende in het eindklassement van de Ronde van Hainan. Zijn tweede seizoen bij de ploeg startte in de Verenigde Arabische Emiraten, waar hij aan de start stond van de Ronde van Sharjah. In de vierde etappe, met aankomst bergop, finishte Quartucci als vierde. In maart 2025 behaalde hij zijn eerste profzege door de vierde rit in de Ronde van Thailand te winnen.

## Palmares

### Overwinningen
2025
4e etappe Ronde van Thailand
The Road Race Tokyo Tama

### Resultaten in voornaamste wedstrijden
|      | \| Jaar \| Milaan-San Remo \| Strade Bianche \| \| ---- \| --------------- \| -------------- \| \| 2024 \| 95e \| 51e \| \| 2025 \| \| 66e \| |                |
| Jaar | Milaan-San Remo | Strade Bianche |
| 2024 | 95e | 51e            |
| 2025 | | 66e            |

## Ploegen
- 2021 –  Zalf Euromobil Fior (tot 13 juni)
- 2021 –  D'Amico-UM Tools (vanaf 14 juni)
- 2023 –  Team Corratec-Selle Italia[a]
- 2024 –  Team Corratec-Vini Fantini
- 2025 –  Team Solution Tech-Vini Fantini

Amella · Baldaccini · Barać · Conti · Dalla Valle · Gandin · Iacchi · Konychev · Masotto · Murgano · Olivero · Ponomar (vanaf 10/8) · Quarterman · Quartucci · Stojnić · Stöckli · Tivani · Vacek · van Empel · Viviani · Zambelli · Darbellay (stagiair) · Debons (stagiair) · Tsarenko (stagiair)
Amella · Baldaccini · Balmer (vanaf 14/5) · Bonifazio · Conti · Darbellay · Debons · González (vanaf 31/3) · Iacchi · Mareczko · Masotto · Monaco · Murgano · Olivero · Padoen · Ponomar · Samudio (vanaf 1/8) · Quartucci · Sbaragli · Stewart · Stöckli · Tsarenko · van Empel · Viviani · Zambelli · Bögli (stagiair) · Parravano (stagiair) · Tissières (stagiair)